# Universidad del Desarrollo, Chile

Universidad del Desarrollo este o universitate privată fondată în anul 1990 în Chile.  

## Unele Facultăți
- Facultatea de Inginerie
- Facultatea de Drept
- Facultatea de Economie
- Facultatea de Educație
- Facultatea de Arhitectură
- Facultatea de Medicină